# ساختمان امریکن اینترنشنال
خیابان پاین ۷۰ که همچنین با نام های برج دیواره ۶۰، ساختمان سرویس سیتیز و ساختمان امریکن اینترنشنال (به انگلیسی: American International Building) نیز شناخته میشود، یک آسمان‌خراش اداری ۶۶ طبقه، با ۳۶ آسانسور و با ۲۹۰ متر ارتفاع در منهتن نیویورک، در ایالات متحده آمریکا است. ساخت این ساختمان از ۱۹۳۰ آغاز و در ۱۹۳۲ میلادی خاتمه یافته‌است و سازنده آن کمپانی سیتگو می‌باشد. هنگامی که این ساختمان ساخته شد سومین ساختمان بلند جهان بعد از ساختمان‌های امپایر استیت و کرایسلر بوده‌است. این ساختمان، آخرین ساختمان ساخته شده در منهتن جنوبی قبل از جنگ جهانی دوم بوده‌است. این ساختمان هم‌اکنون پنجمین ساختان بلند در نیویورک بعد از ساختمان‌های امپایر استیت، برج بانک آمریکا، کرایسلر و نیویورک تایمز می‌باشد. این ساختمان هم‌اکنون شانزدهمین ساختمان بلند در ایالات متحده آمریکا است.
مالک این ساختمان در گذشته کمپانی سیتگو بوده‌است، به همین علت به آن ساختمان سرویس سیتیز گفته می‌شد. سرویس سیتیز هنگامی که در حال نقل مکان دفتر مرکزی خود به تالسا، اوکلاهاما بود ساختمان را به گروه بین‌المللی آمریکایی (AIG) فروخت.
این ساختمان در انتهای فیلم مرد عنکبوتی دیده می‌شود.

## نگارخانه

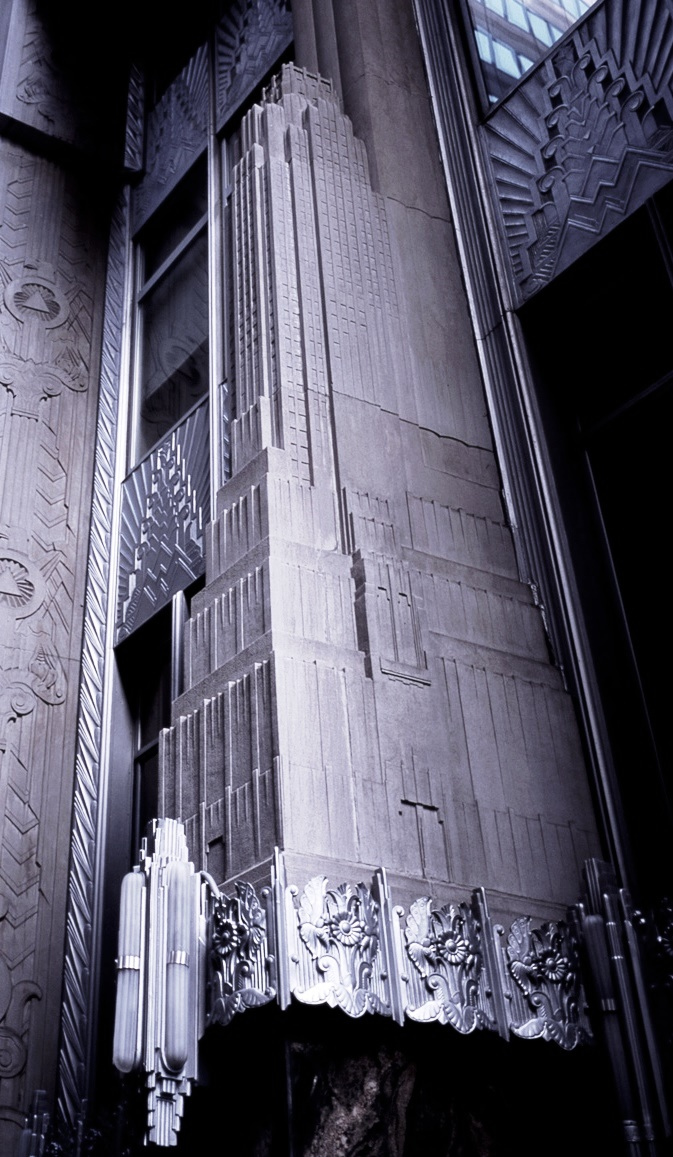
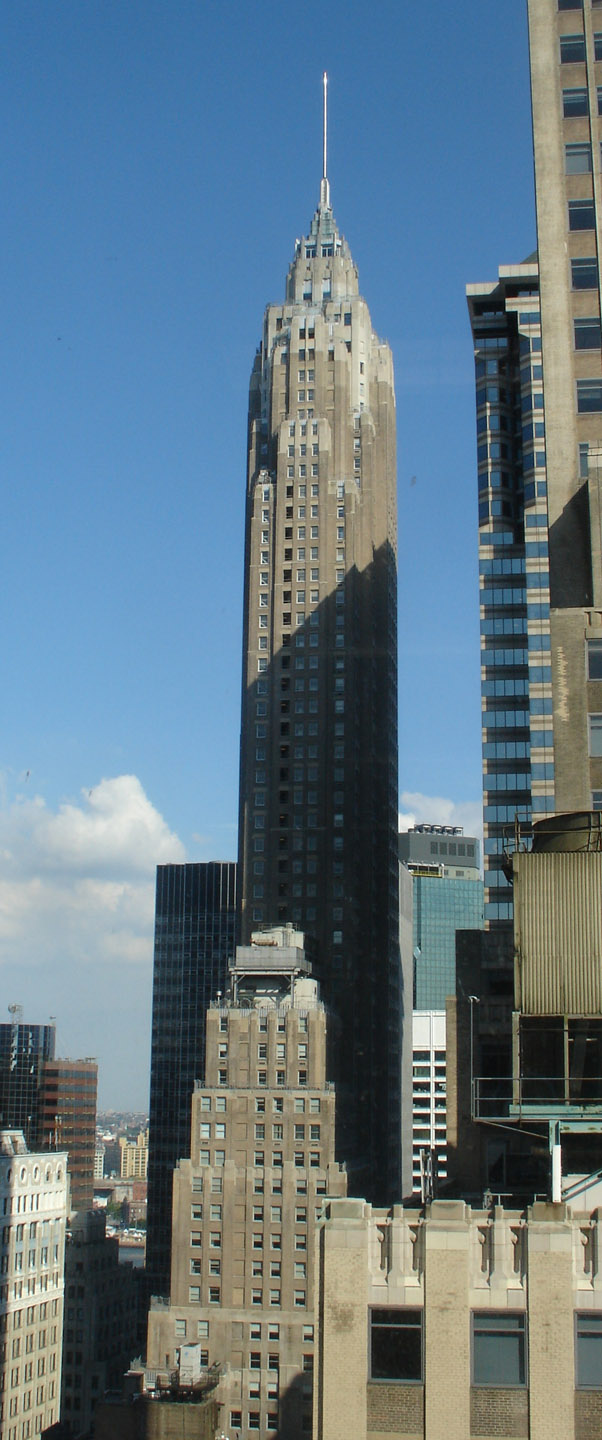
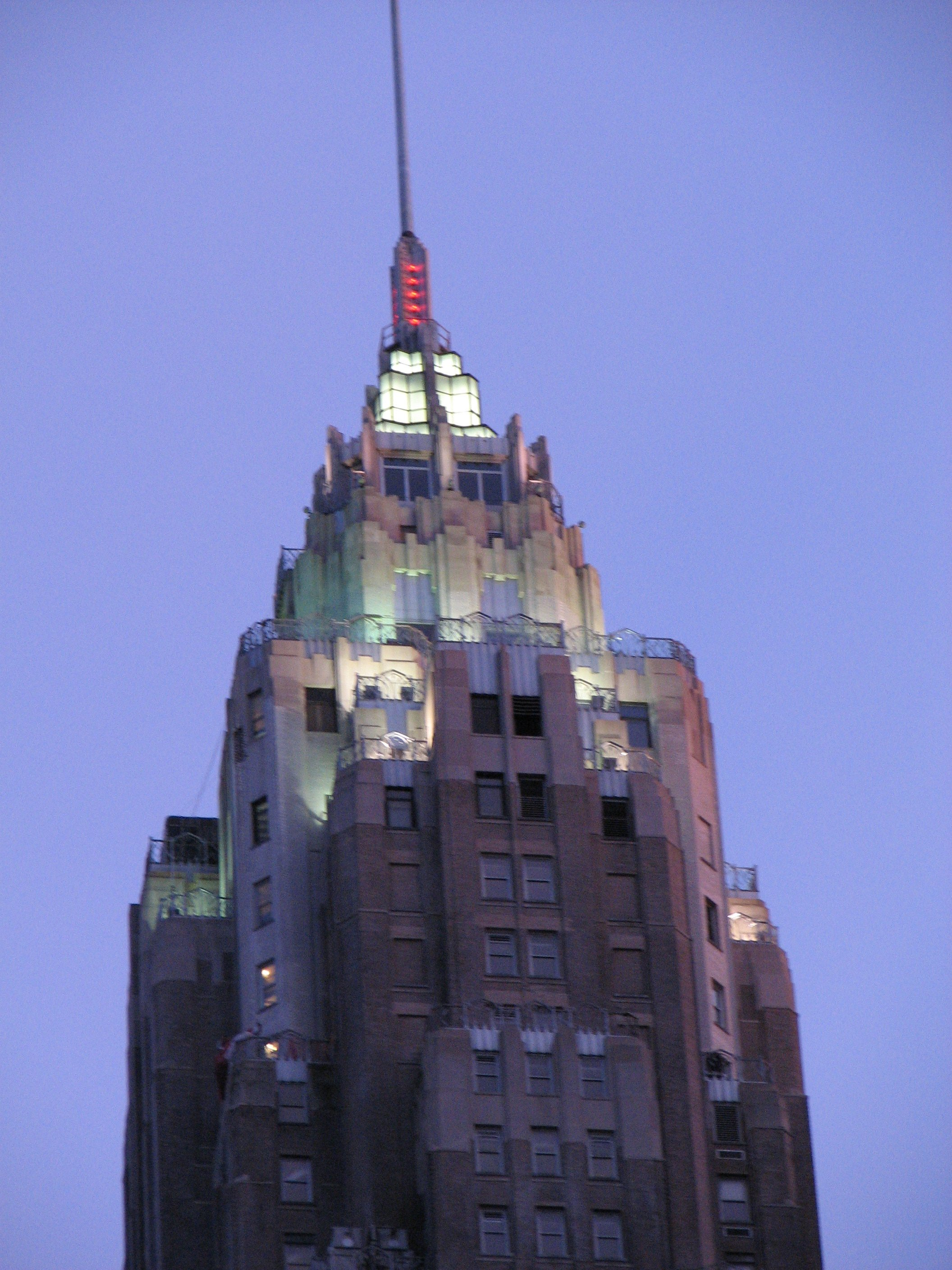